# Noord Deurningen
Noord Deurningen (52° 24′ N, 7° 01′ L) é uma cidade dos Países Baixos, na província de Overijssel. Noord Deurningen pertence ao município de Dinkelland, e está situada a 11 km, a nordeste de Oldenzaal.
Em 2001, a cidade de Noord Deurningen tinha 354 habitantes. A área urbana da cidade é de 0.12 km², e tem 130 residências. 
A área de Noord Deurningen, que também inclui as partes periféricas da cidade, bem como a zona rural circundante, tem uma população estimada em 1010 habitantes.